# Eddy Hamel
Pour les articles homonymes, voir Hamel.
Eddy Hamel, né le 21 octobre 1902 à New York et mort le 30 avril 1943 à Auschwitz, est un joueur américain de football, évoluant au poste d'attaquant, qui a joué notamment pour l'Ajax Amsterdam, faisant partie d'ailleurs du Club van 100. Il a été le premier joueur juif de l'Ajax. Il est assassiné à Auschwitz par les Nazis.
De 1932 à 1935, il est entraîneur du club de l'Alcmaria Victrix (en).

## Palmarès
- Vice-champion des Pays-Bas en 1928 et 1930 avec l'Ajax Amsterdam